# Maestro Martino da Como
Maestro Martino da Como   (Torre, c. dècada del 1430 - Itàlia, c. segle XV) tambe anomenat Martino de' Rossi, Martino de Rubeis o Maestro Martino va ser un cuiner i gastrònom italià. Es considera el cuiner europeu més important del segle XV, principalment per haver publicat el llibre Libro de Arte Coquinaria, considerat un model de la literatura gastronòmica que representa el canvi de la cuina medieval a la renaixentista.

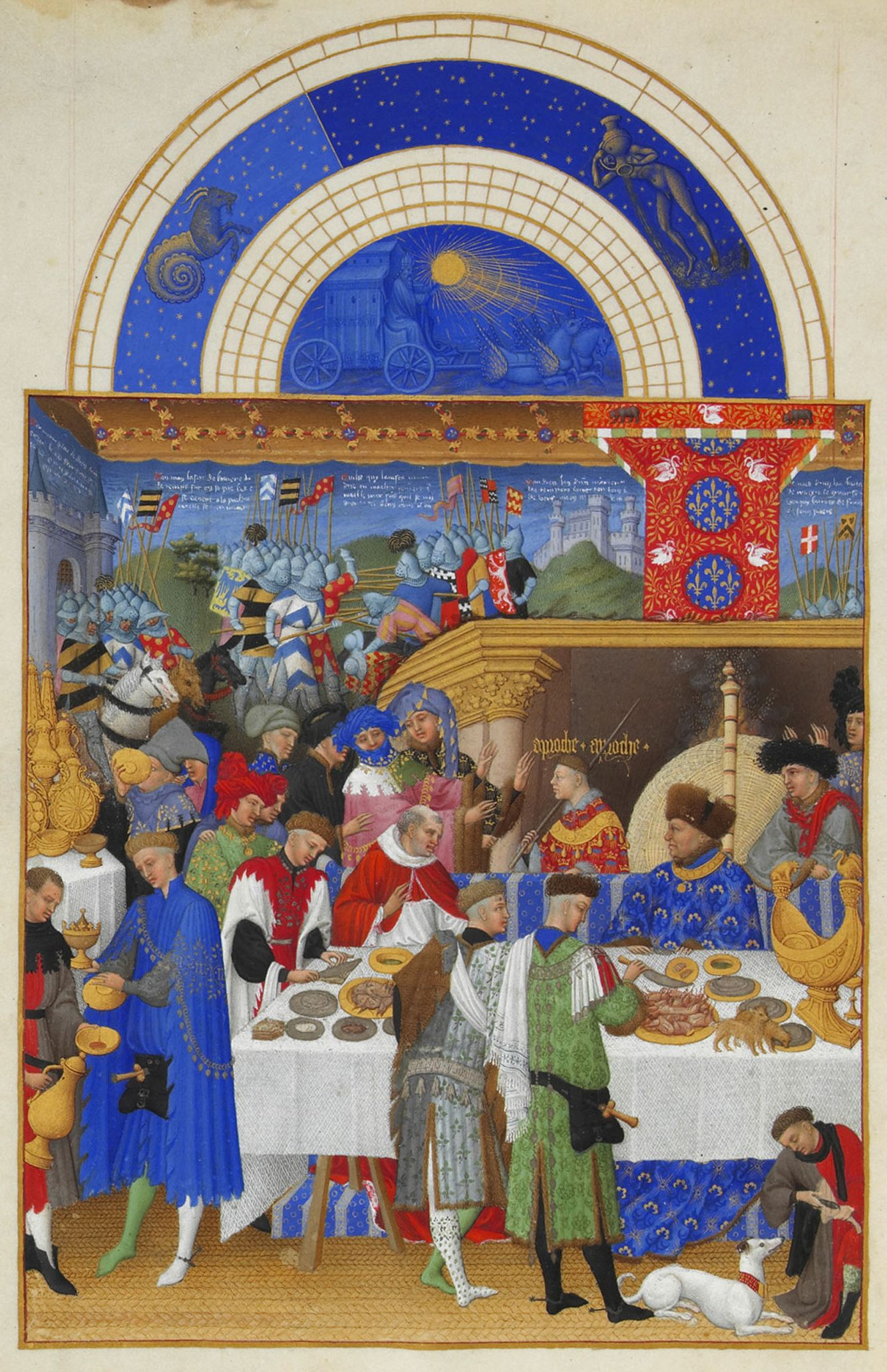
Representació d'un banquet suntuós. Entre els comensals veiem, al centre de l'escena, un cardenal. Entre els nombrosos servents podem reconèixer, a l'esquerra i vestit de blau, el "cantiner" i, al centre, vestit de verd, el "tallador de carns". A dreta, sobre la taula, es veu un preciós portaespècies en or en forma de vaixell. Il·lustració treta del Llibre de les hores anomenada “Gener, Très Riches Heures du Duc de Berry" (1410-1416).

Mestre Martino va néixer al voltant del 1430 al Ducat de Milà, en el llogaret de Torre, a Vall de Blenio al Ticino (conquistada en el 1495 pels cantoni suïssos durant les Campanyes transalpines). El Mestre Martino es trasllada a Udine, després a Milà, on està a servei de Francesco Sforza, per després arribar a Roma. No es coneix la data exacta de la seva mort, però se suposa que va ser cap a la dècada del 1480. A les cuines vaticanes es consagra el seu èxit i la seva fama de cuiner excel·lent. En particular és apreciada la seva fantasia creativa i el fet que no es limités —com en canvi feien molts dels seus col·legues— a copiar receptes ja conegudes, i en canvi n'inventés de noves o reelaborés amb gust modern, receptes tradicionals.